# Coelorinchus argus
Coelorinchus argus es una especie de pez de la familia Macrouridae en el orden de los Gadiformes.

## Morfología
• Los machos pueden llegar alcanzar los 20 cm de longitud total.

## Alimentación
Come copépodos, poliquetos, peces pequeñitos (incluyendo alevines del género Bregmaceros ) y otros invertebrados  bentónicos.

## Hábitat
Es un pez bentopelágico y de aguas tropicales que vive entre 124-424 m de profundidad.

## Distribución geográfica
Se encuentra en las Filipinas, Indonesia y Australia.